# Joan Baptista Cabanilles
Joan Baptista Josep Cabanilles (batejat a Algemesí el 6 de setembre de 1644 - València, 29 d'abril de 1712) va ser un organista i compositor valencià de música barroca.

## Biografia i obra
| Gloria Patri et Filio (Extracte del Beatus Vir) |
|                                                 |
| La Glòria Musical del Barroc Valencià           |
|                                                 |

Cabanilles va començar la seua carrera musical probablement com a cantant del cor en l'església local, prop d'Onofre Guinovart. Més tard va estudiar per a sacerdot en la catedral de València, estudis que incloïen una formació musical. El 15 de maig de 1665, amb 20 anys, va ser nomenat segon organista de la catedral. Mort el seu predecessor un any després, es converteix en primer organista, ocupant un lloc on l'havien precedit intèrprets prestigiosos com Nicolau Mariner, Jeroni de la Torre i Andreu Peris. El 22 de setembre de 1668 va ser ordenat sacerdot. Va mantenir el seu lloc de primer organista durant 45 anys, però a partir de 1703 la seua salut va provocar que fóra substituït sovint. De 1675 a 1677 també es va encarregar de la formació dels joves del cor de la catedral.
Moltes de les composicions de Cabanilles són virtuoses i avançades per al seu temps. La majoria dels seus manuscrits es conserven a la Biblioteca de Catalunya. S'han conservat innumerables composicions per a orgue (tientos, tocates, passacaglia i altres obres) així com diversos obres polifòniques per a conjunts de fins a 13 veus.
Per la qualitat i quantitat de la seva producció el musicòleg Josep Maria Llorens i Cisteró li va dedicar erudits estudis bibliogràfics i a més la transcripció de la troballa dels manuscrits perduts a Felanitx arran de la guerra civil (1936). Fruit d'aquest descobriment es publicà el volum I de Versos de Cabanilles en els que el mestre organista llueix la plenitud del seu talent artístic.

## Edicions de la seua obra

### Opera omnia
Es tracta d'una compilació en 9 volums inicidiada el 1927 pel musicòleg Higini Anglès i Pàmies que pretén recollir tota l'obra conservada de Cabanilles: Musici organici Iohannis Cabanilles opera omnia : nunc primum in lucem edita cura et studio Hyginii Anglès, pbri.. 4 volums a cura d'Higini Anglès. Publicacions del Departament de Música de la Biblioteca de Catalunya.
- Volum I (1927/1983). Tientos en els 8 modes.
- Volum II (1933/1983). Tientos', passacaglies, batalles, paseos, folies, «Pedazo de música», «Gaitilla», «Xàcara» i tocates.
- Volum III (1936/1983). TIentos.
- Volum IV (1956/1983). Tientos.

A partir del 1986 se n'han publicat sis volums addicionals, editats per José Climent: Musici organici Iohannis Cabanilles opera omnia : primo in lucem edita cura et studio Higinii Anglès (†), prbi. nunc eius exemplo adlaborata prosecutaque : a Josepho Climent, can. organico Valentinae Sedis. 6 volums a cura de José Climent. Publicacions del Departament de Música de la Biblioteca de Catalunya.
- Volum V (1986).Tientos, «Versos de todos los tonos para Magnificat», «Versos de Pangelingua de todos géneros».
- Volum VI (1989). Tientos (91-110) i versos.
- Volum VII (1992). Tientos (111-113) i versos.
- Volum VIII (2006). Tientos (114-150), «Duo de primer to», «Sacris Solemniis».
- Volum IX (2008). Tientos (151-168) i versos.
- Volum X (2019).

### Altres
- Música de tecla valenciana. 4 volums (1986, 1987, 1993 i 1994) publicats en la col·lecció Música de tecla valenciana de l'Institució Alfons el Magnànim. Conté obra inèdita, transcrita per Julián Sagasta Galdós.
- Cuatro tientos para órgano (1984), a cura de Julián Sagasta Galdón. CSIC.
- Versos para órgano (1986), a cura de José Mª Llorens Cisteró i Julián Sagasta Galdós. CSIC.
- Keyboard Music from the Felanitx Manuscripts (1999). Editat per Nelson Lee. American Institute of Musicology.
- Selected Works for Organ (2017)', en 2 volums. Editats per Miguel Bernal Ripoll i Gerhard Doderer. Bärenreiter.

## Discografia seleccionada
- La Glòria Musical del Barroc Valencià 2 CDs. Fundació La  Llum de les Imatges (2010).